# Lac Erhai
Le lac Erhai (chinois: 洱海, pinyin: ěrhǎi) est un lac situé dans le sud-ouest de la Chine, dans la province du Yunnan ; il baigne au sud la ville de Dali.

## Géographie
Le lac Erhai se trouve à 1 972 m d'altitude. Dans le sens nord-sud de sa longueur, il mesure 40 km. Dans le sens est-ouest de sa largeur, il fait entre 7 et 8 km. Sa superficie est de 250 km2, ce qui fait de lui le deuxième plus haut lac de montagne après le lac Dian situé dans la même province près de sa capitale Kunming. Sa circonférence est de 116 km, sa profondeur moyenne est de 11 m et il a une capacité de 2,5 milliards de m3.
Le lac est pris en sandwich entre les monts Cangshan à l'ouest et la ville de Dali située au sud du lac. Il reçoit les eaux des rivières Miju et Mici (au nord), ainsi que de la rivière Bolou (à l'est) et de cours d'eau plus petits qui coulent des monts Cangshan. Au sud, le lac donne naissance à la rivière Yangbi, laquelle se jette dans le Mékong.
Au nord-est du lac se situe l'Île de Nanzhao (南诏风情岛, 25.90° N - 100.19° E, près de Shuanglangzhen), patrimoine de la culture Nanzhao. On y voit en son milieu une sculpture géante de Guanyin et à son extrémité ouest un château reconverti en hôtel et commerces et des statues des divinités de l'époque.
Au sud du lac se situe l'Île Jīnsuō (金梭岛, Jīnsuō dǎo).

## Divers
Sous les rois de Nanzhao, le lac a joué un grand rôle stratégique.
Il est possible de randonner autour du lac. Sur son rivage occidental, les principaux lieux que l'on visite sont le Parc du Lac Erhai et la Source aux Papillons. Se visitent aussi quelques îles ou îlots, dont l'île Jinsuo (litt.: Navette d'Or), l'île Siaoputuo, Guanyin Ge et l'île Nanzhao Fengqing. On peut prendre le bateau depuis Xiaguan.
Le lac est aussi une importante source de nourriture pour la population locale d'ethnie bai, réputée pour cette technique de pêche : ils apprennent à des cormorans à prendre des poissons et à les leur rapporter, en empêchant les oiseaux d'avaler les poissons qu'ils prennent au moyen d'un anneau qu'on leur attache autour du cou.

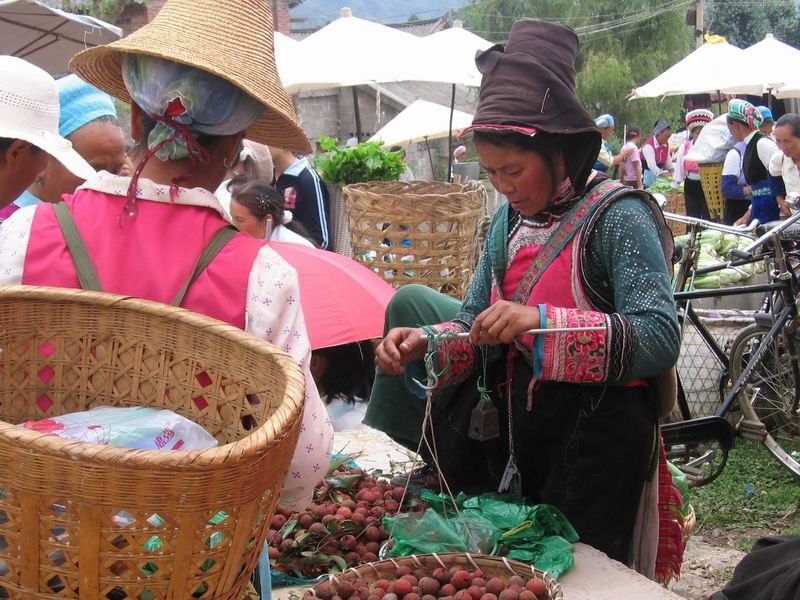
Le marché de Shaping, près du lac Erhai.

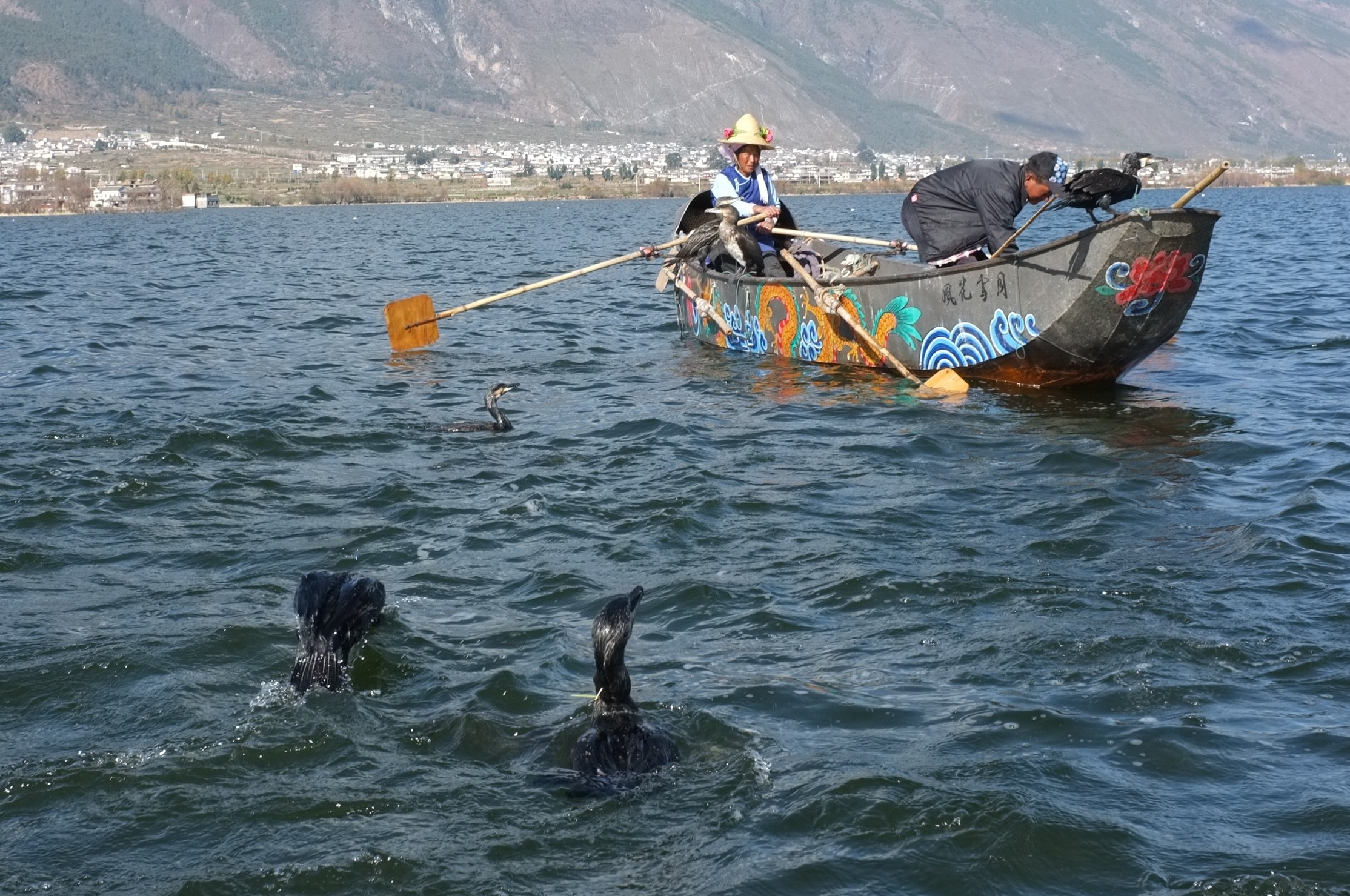
Pêche au cormoran